# Persea rigida
Persea rigida é um abacateiro da família Lauraceae, nativa apenas do Sudeste do Brasil. Essa árvore cresce principalmente no bioma tropical úmido, crescendo principalmente no estado de São Paulo. 